# 蓮花食者

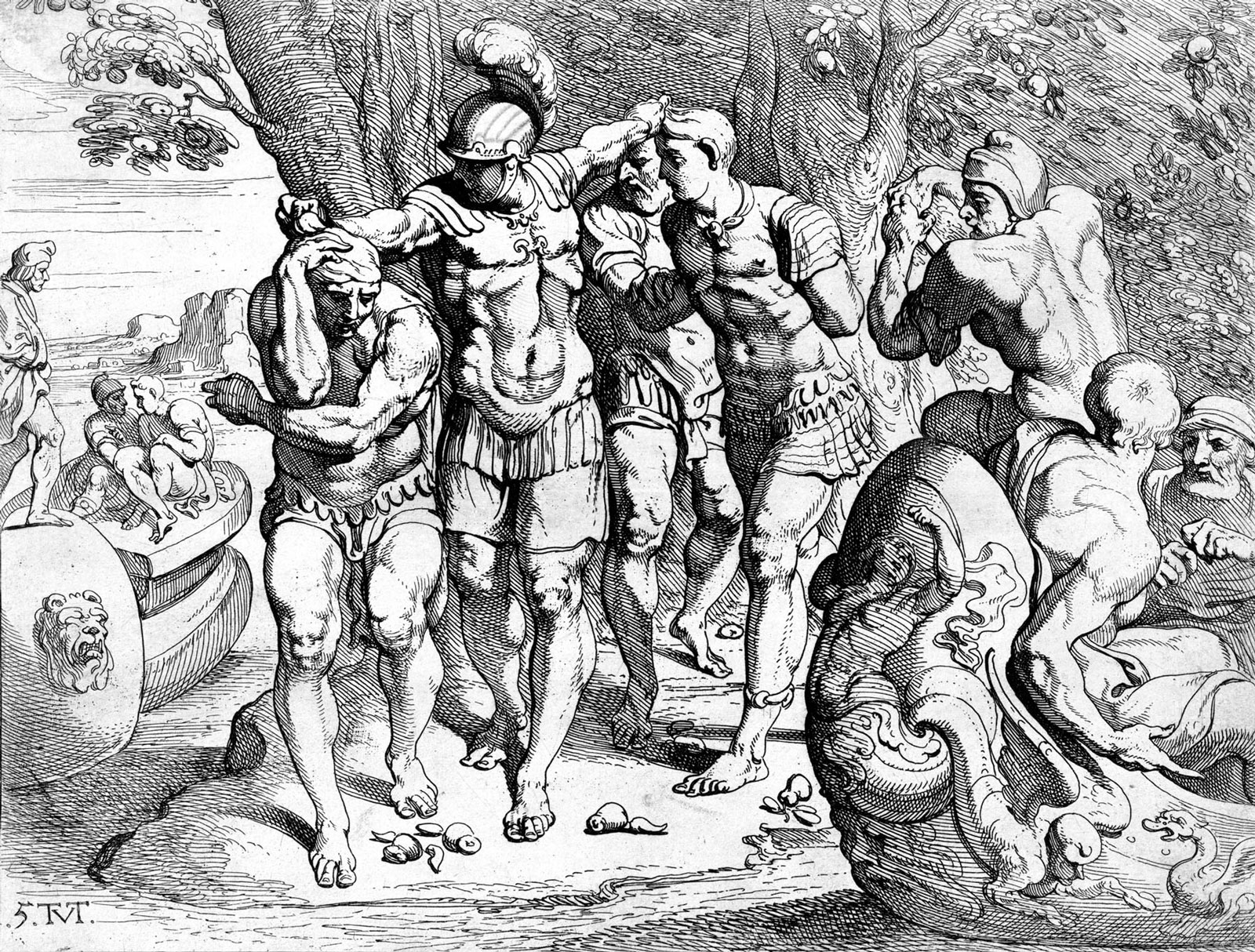
奧德修斯強行將他的部下從蓮花食者中帶離

蓮花食者（lōtophagoi）是荷馬史詩中-希腊神话-奧德賽中記載的故事橋段中的一個以蓮花為食物的島民，
蓮花 ( 對於奧德賽 中出現的“蓮花”存在一些模糊性。一些待爭議的植物 )
- 三葉草屬 Trifolium
- 草木樨 Melilot
- 葫蘆 Trigonella
- Lotus corniculatus
- Medicago arborea
- Diospyros lotus
- Nymphaea lotus、Nymphaea caerulea 或 Nymphaea stellata
- Celtis australis
- Ziziphus lotus

此種蓮花食物是一種麻醉劑，使岛民吃了以后会安然入睡。作为象征用法，“蓮花食者”表示“一個人花時間沉迷於快樂和奢侈而不面現實處理問題”